# Carl Monssen
Carl Henrik Monssen (Bergen, 13 de julio de 1921-Bergen, 25 de febrero de 1992) fue un deportista noruego que compitió en remo. Fue hermano del también remero Sigurd Monssen.
Participó en los Juegos Olímpicos de Londres 1948, obteniendo una medalla de bronce en la prueba de ocho con timonel. Ganó dos medallas en el Campeonato Europeo de Remo, bronce en 1949 y plata en 1953.

## Palmarés internacional
| Juegos Olímpicos   | Juegos Olímpicos         | Juegos Olímpicos  | Juegos Olímpicos   |
| Año                | Lugar                    | Medalla           | Prueba             |
| ------------------ | ------------------------ | ----------------- | ------------------ |
| 1948               | Londres (Reino Unido)    | Medalla de bronce | Ocho con timonel   |
| Campeonato Europeo |                          |                   |                    |
| Año                | Lugar                    | Medalla           | Prueba             |
| 1949               | Ámsterdam (Países Bajos) | Medalla de bronce | Cuatro sin timonel |
| 1953               | Copenhague (Dinamarca)   | Medalla de plata  | Cuatro sin timonel |